# Aires protégées de Russie

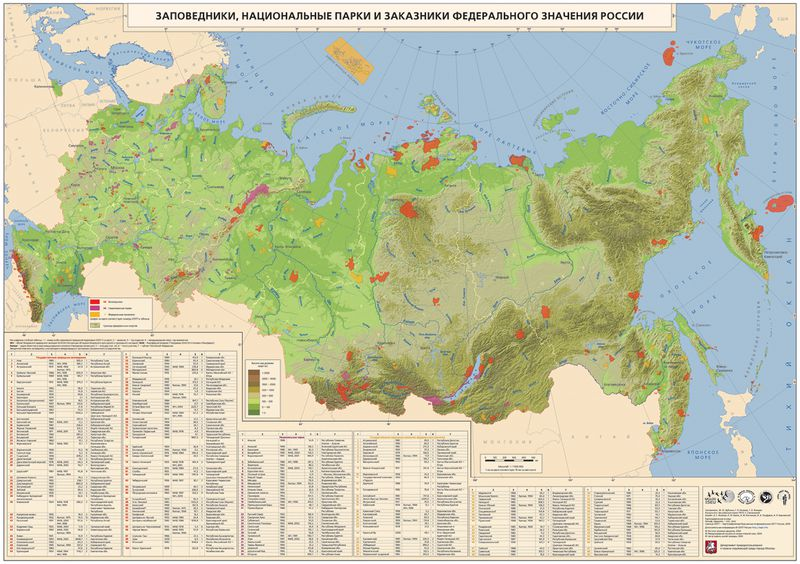
Carte des "aires protégées d'importance fédérale" russes en 2005

Les aires protégées de Russie (en russe : Особо охраняемые природные территории, OOPT, littéralement « zones naturelles spécialement protégées ») sont régies par la loi éponyme de 1995 de la Russie.

## Catégories
La loi établit les catégories suivantes d'aires protégées :
1. Les zapovednik de deux types : naturelles et biosphères[1] ;
2. Parcs nationaux ;
3. Parcs naturels ;
4. Les zakaznik naturelles ;
5. Monuments naturels ;
6. Parcs dendrologiques et jardins botaniques ;
7. Aires de récupération et stations thermales.

### Autres aires
Les autres zones protégées en Russie comprennent:
- parcs urbains et régionaux ;
- Monuments du patrimoine culturel russe ;
- Bâtiments et jardins historiques - par exemple: palais impériaux russes et leurs parcs paysagers.

## Superficie totale des aires
Le 21 mai 2019, le journal Moscow Times a cité un rapport de l'organisation World Wildlife Fund indiquant que la Russie se classe désormais au premier rang mondial pour sa quantité de zones naturelles protégées avec 63,3 millions d'hectares de zones naturelles spécialement protégées. Cependant, l'article ne contenait pas de lien vers le rapport du WWF et il peut être basé sur des données précédemment recueillies.

## Parcs nationaux
En 2020 on dénombre en Russie 64 parcs nationaux. La superficie totale de ces parcs s'élève à 174 233,41 km2, soit 14,12 millions d'hectares hors zones d'eau de mer.

## Sites Ramsar
La convention de Ramsar est entrée en vigueur en Union soviétique le 11 février 1977 ; elle s'applique à la Russie en tant qu'État successeur de l'Union soviétique, depuis la fin de cette dernière en 1991.
En janvier 2020, le pays compte 35 sites Ramsar, couvrant une superficie de 103 237,67 km2.

## Réserves de biosphère
Les réserves de biosphère sont une reconnaissance de l'Unesco dans le cadre du programme sur l'homme et la biosphère. 
La Russie possède 48 réserves de biosphère en 2022.

## Sites naturels du patrimoine mondial
En 2019, la Russie compte 11 sites naturels inscrits au patrimoine mondial.